# Monnina guatemalensis
Monnina guatemalensis är en jungfrulinsväxtart som beskrevs av Chod.. Monnina guatemalensis ingår i släktet Monnina och familjen jungfrulinsväxter. Inga underarter finns listade i Catalogue of Life.